# Uelzen
Uelzen (pronunciación en alemán: /ˈʏlt͡sn̩/ⓘ) es una ciudad en el norte de Alemania, la cual es a su vez capital del Distrito de Uelzen. Fue miembro de la Liga Hanseática. Hoy en día es conocida por albergar una de las obras del arquitecto Friedensreich Hundertwasser, quien realizó la estación de ferrocarril de Uelzen.

## Geografía
Uelzen se encuentra situada en Baja Sajonia, a las afueras del Brezal de Luneburgo. La ciudad se halla en los cruces de la ruta norte-sur de Hamburgo-Hannover, y el eje oeste-este de Berlín-Brema, a orillas del río Ilmenau.

## Historia

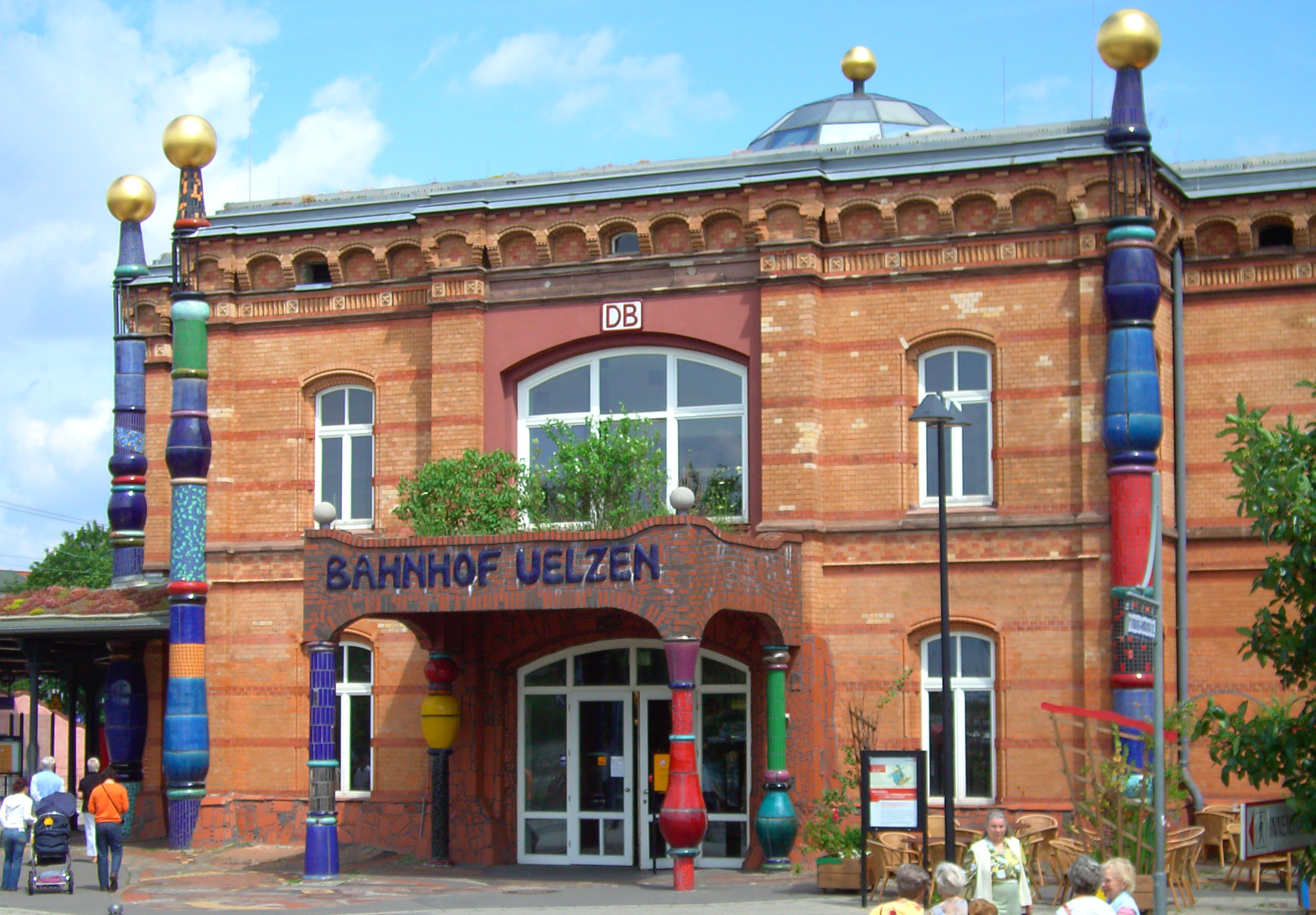
Fachada principal de la estación de ferrocarril, por Hundertwasser.

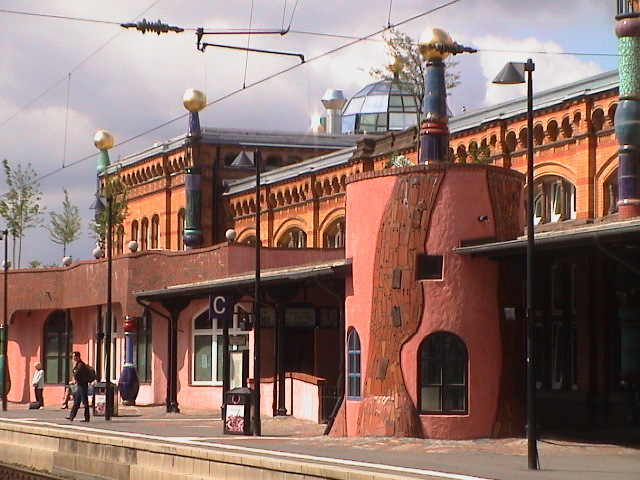
Hundertwasser-Bahnhof. Estación de tren de Uelzen.

La ciudad fue fundada en 1270 por ciudadanos con desavenencias con el obispo de Verden, a orillas del Ilmenau. En 1374 se convirtió en miembro de la Liga Hanseática y hasta el siglo XVII disfrutó de un desarrollo y auge constantes, hasta que quedó destruida por un gran incendio, que redujo a cenizas la mayor parte de la ciudad. Rápidamente fue reconstruida, pero en 1826 otro incendio asoló de nuevo Uelzen, destruyendo gran parte de su ciudad vieja. También sufrió la devastación durante la Segunda Guerra Mundial. Por cinco bombardeos el 18 de abril de 1944, el 10 de noviembre de 1944, el 27 de noviembre de 1944, el 22 de febrero de 1945 y el 7 de abril de 1945 fueron destruidos o deteriorados 1362 edificios.  Había 186 víctimas por los bombardeos. Hoy en día la ciudad tiene su lugar dentro de la arquitectura moderna merced a la estación de ferrocarril que ideó y construyó en ella el arquitecto austriaco Friedensreich Hundertwasser.

## Economía
La ciudad, que cuenta con 35 000 habitantes, es el centro de un área circundante de unos 100 000 residentes. Forma parte de la región metropolitana de Hamburgo. Es el centro de una zona de producción y transformación de productos agrícolas. En ella se asientan pequeñas y medianas empresas. Es la sede de la mayor fábrica de producción de azúcar de toda Alemania. La región de Uelzen también es una Región Objetivo 1 de la Unión Europea.

## Población

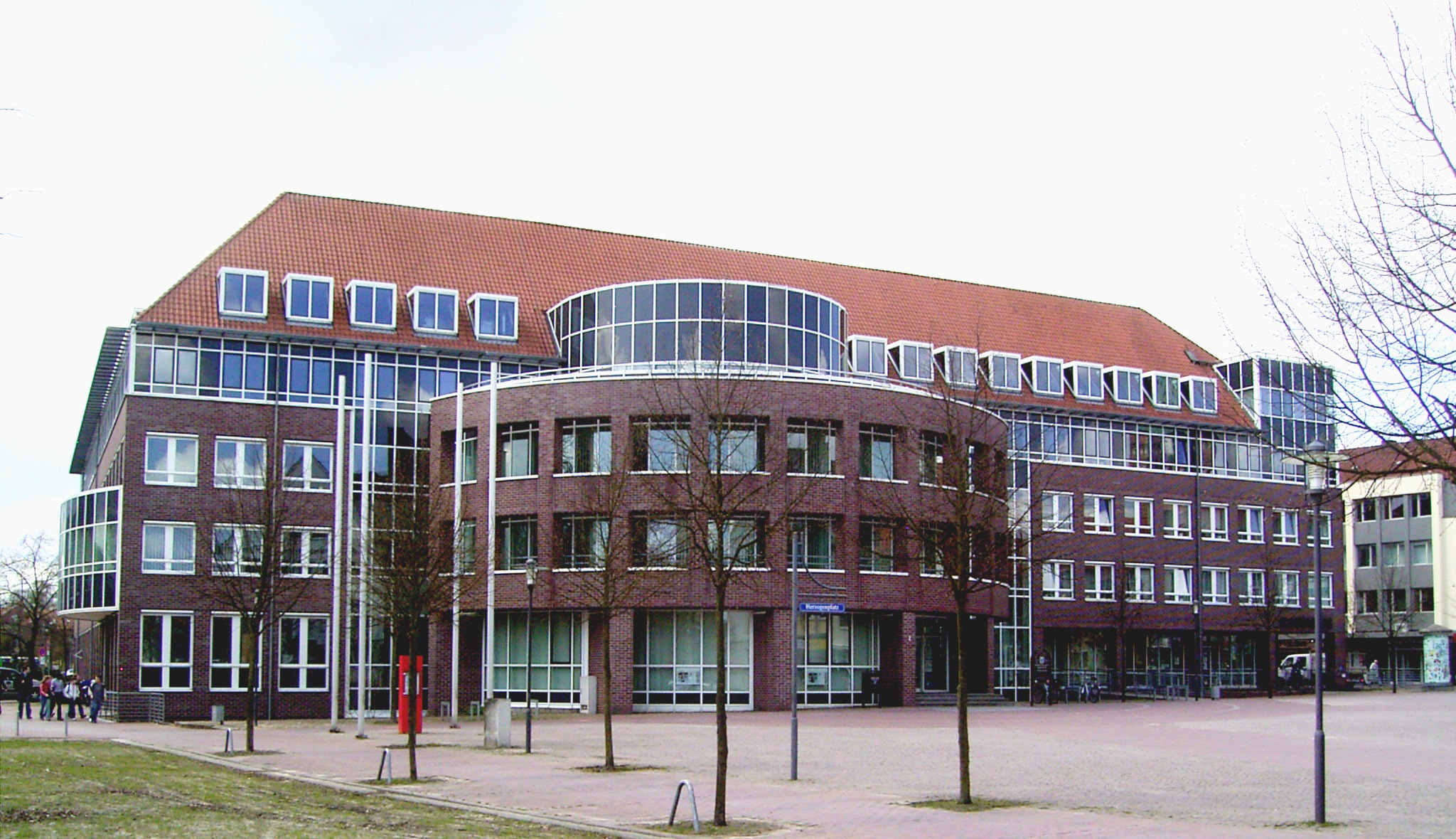
Ayuntamiento de Uelzen.

La evolución de la población en Uelzen ha sido:
- 1998: 35.341
- 1999: 35.169
- 2000: 35.065
- 2001: 35.215
- 2002: 35.173
- 2003: 35.082
- 2004: 35.203
- 2005: 35.005
- 2006: 34.758
- 2007: 36.786

## Ciudades hermanadas
- Barnstaple, Inglaterra, Reino Unido
- Kobryn, Bielorrusia
- Tikaré, Burkina Faso